# Победнице светских првенстава у атлетици на отвореном — 400 метара препоне
Дисциплина трчања на 400 метара са препонама у женској конкуренцији налази се у програму светских првенстава у атлетици од 1. Светског првенства 1983. у Хелсинкију.
Највише успеха у појединачној конкуренцији имала је Мароканка Нежа Бидуан са две освојене златне медаље и једном сребрном. Рекордерка Светских првенстава са временом од 50 секунди и 68 стотинки, оствареним 2022. у Јуџину, је Американка Сидни Меклохлин-Леврон. У екипној конкуренцији Американке доминирају са двадесет две освојене медаље.
Освајачице медаља на светским првенствима и њихови резултати приказани су у следећој табели. Резултати су дати у формату секунде,стотинке.
| Светско првенство       |                                    |                |                                       |       |                                 |       |
| Хелсинки 1983. детаљи   | Јекатерина Фесенко Совјетски Савез | 54,12 РСП      | Ана Амбразијене Совјетски Савез       | 54,15 | Елен Фидлер Источна Немачка     | 54,55 |
| Рим 1987. детаљи        | Сабине Буш Источна Немачка         | 53,62 РСП      | Деби Флинтоф-Кинг Аустралија          | 54,19 | Корнелија Улрих Источна Немачка | 54,31 |
| Токио 1991. детаљи      | Татјана Ледовскаја Совјетски Савез | 53,11          | Сели Ганел Велика Британија           | 53,16 | Џанин Викерс Сједињене Државе   | 53,47 |
| Штутгарт 1993. детаљи   | Сели Ганел Велика Британија        | 52,74 СР - РСП | Сандра Фармер-Петрик Сједињене Државе | 52,79 | Маргарита Пономарјова Русија    | 53,48 |
| Гетеборг 1995. детаљи   | Ким Батен Сједињене Државе         | 52,61 СР - РСП | Тонја Бафорд Сједињене Државе         | 52,62 | Дион Хемингс Јамајка            | 53,48 |
| Атина 1997. детаљи      | Нежа Бидуан Мароко                 | 52,97 АР       | Дион Хемингс Јамајка                  | 53,09 | Ким Батен Сједињене Државе      | 53,52 |
| Севиља 1999. детаљи     | Даими Перниа Куба                  | 52,89          | Нежа Бидуан Мароко                    | 52,90 | Дион Хемингс Јамајка            | 53,16 |
| Едмонтон 2001. детаљи   | Нежа Бидуан Мароко                 | 53,34          | Јулија Носова Русија                  | 54,27 | Даими Перниа Куба               | 54,51 |
| Париз 2003. детаљи      | Џејна Ролинсон Аустралија          | 53,22          | Сандра Гловер Сједињене Државе        | 53,65 | Јулија Печонкина Русија         | 53,71 |
| Хелсинки 2005. детаљи   | Јулија Печонкина Русија            | 52,90          | Лашинда Демус Сједињене Државе        | 53,27 | Сандра Гловер Сједињене Државе  | 53,32 |
| Осака 2007. детаљи      | Џејна Ролинсон Аустралија          | 53,31          | Јулија Печонкина Русија               | 53,50 | Ана Јесијен Пољска              | 53,92 |
| Берлин 2009. детаљи     | Мелани Вокер Јамајка               | 52,42 РСП      | Лашинда Демус Сједињене Државе        | 52,96 | Џозане Лукас Тринидад и Тобаго  | 53,20 |
| Тегу 2011. детаљи       | Лашинда Демус Сједињене Државе     | 52,47          | Мелани Вокер Јамајка                  | 52,73 | Наталија Антјух Русија          | 53,85 |
| Москва 2013. детаљи     | Зузана Хејнова Чешка               | 52,83          | Далила Мухамед Сједињене Државе       | 54,09 | Лашинда Демус Сједињене Државе  | 54,27 |
| Пекинг 2015. детаљи     | Зузана Хејнова Чешка               | 53,50          | Шамир Литл Сједињене Државе           | 53,94 | Касандра Тејт Сједињене Државе  | 54,02 |
| Лондон 2017. детаљи     | Кори Картер Сједињене Државе       | 53,07          | Далила Мухамед Сједињене Државе       | 53,50 | Ристанана Трејси Јамајка        | 53,74 |
| Доха 2019. детаљи       | Далила Мухамед Сједињене Државе    | 52,16 СР - РСП | Сидни Меклохлин Сједињене Државе      | 52,23 | Рашел Клејтон Јамајка           | 53,74 |
| Јуџин 2022. детаљи      | Сидни Меклохлин Сједињене Државе   | 50,68 СР - РСП | Фемке Бол Холандија                   | 52,27 | Далила Мухамед Сједињене Државе | 53,13 |
| Будимпешта 2023. детаљи | Фемке Бол Холандија                | 51,70          | Шамир Литл Сједињене Државе           | 52,80 | Рашел Клејтон Сједињене Државе  | 52,81 |
| Токио 2025.             |                                    |                |                                       |       |                                 |       |

## Биланс медаља у трци на 400 метара са препонама
Стање после СП 2023.
|     | Земља                |    |    |    |    |
| --- | -------------------- | -- | -- | -- | -- |
| 1.  | Сједињене Државе     | 5  | 10 | 7  | 22 |
| 2.  | Совјетски Савез      | 2  | 1  | 0  | 3  |
| 2.  | Аустралија           | 2  | 1  | 0  | 3  |
| 2.  | Мароко               | 2  | 1  | 0  | 3  |
| 5.  | Чешка                | 2  | 0  | 0  | 2  |
| 6.  | Јамајка              | 1  | 2  | 4  | 7  |
| 7.  | Русија               | 1  | 2  | 3  | 6  |
| 8.  | Холандија            | 1  | 1  | 0  | 2  |
| 8.  | Уједињено Краљевство | 1  | 1  | 0  | 2  |
| 10. | Источна Немачка      | 1  | 0  | 2  | 3  |
| 11. | Куба                 | 1  | 0  | 1  | 2  |
| 12. | Пољска               | 0  | 0  | 1  | 1  |
| 12. | Тринидад и Тобаго    | 0  | 0  | 1  | 1  |
|     | Укупно 13 земаља     | 19 | 19 | 19 | 57 |